# 6929 Misto
6929 Misto este un asteroid din centura principală de asteroizi.

## Descriere
6929 Misto este un asteroid din centura principală de asteroizi. A fost descoperit pe 31 octombrie 1994 la Colleverde de Vincenzo Silvano Casulli. El prezintă o orbită caracterizată de o semiaxă mare de 2,76 ua, o excentricitate de 0,15 și o înclinație de 10,4° în raport cu ecliptica.